# آلکیپ
آلکیپ یا آلکیپه(به یونانی: Αλκίπη)به انگلیسی(Alccipe)، نامی بود که به تعدادی از اشخاص برجسته در اساطیر یونان گفته می‌شد:
- آلکیپ، دختر آرس و آگلاولوس Aglaulus بود. وقتی که هالیروتیوس Halirrhotius، فرزند پوزئیدون، به او (آلکیپ) تجاوز کرد (و یا صرفاً سعی کرد تا به او تجاوز کند)، آرس او(هالیروتیوس) را به قتل رسانید. آرس به خاطر انجام این جنایت، در دادگاه محاکمه شد. این محاکمه که برای اولین بار در تاریخ انجام پذیرفت، در تپه‌ای واقع در نزدیکی آکروپولیس که در آن زمان آرئوپاژ Areopagus، خوانده می‌شد، برگزار گردید. اگرچه آرِس در جریان این دادگاه که در حضور تمامی دیگر خدایان المپ برپا می‌شد، از اتهامات خویش تبرئه گردید، امّا این اسطوره پس از آرس هم باقی‌ماند و داستان مذکور در سبب‌شناسی نام آن روایت شد.

- آلکیپ، یک دختر باکره بود (بعضی اوقات گفته می‌شود که او، دختر هرمس و اوکیرهوئه Ocyrhoe به شمار می‌آمده‌است)، این دختر باکره نادانسته و غیرعمدی با برادر خود که آسترائوس Astraeus نامیده می‌شد، رابطهٔ جنسی برقرار کرد. وقتی که آسترائوس از آنچه با خواهرش انجام داده بود، اطلاع پیدا کرد، خود را به رودخانه انداخت. در واقع بر مبنای همین واقعه بود که وی آسترائوس نام گرفت، هرچند که بعدها همو، کایسوس Caicus خوانده شد.

- آلکیپ، دختری از اعضای قبیلهٔ آمازون بود که نذر کرده بود برای همیشه باکره باقی بماند. هراکلس Heracles (همان هرکول) در جریان نهمین شاهکار خود، وی را به قتل رسانید.

- آلکیپ، مادر دایدالوس بود و از ازدواج او با اوپالاموس Eupalamus، فرزند متشن Metion به دنیا آمده بود.
- آلکیپ، یکی از آلکیونیدها Alcyonides بود. آلکیونیدها دختران آلکیونئوس Alcyoneus محسوب می‌شدند. وی در کنار خواهران خویش، خودش را به میان آب دریا پرتاب کرد و به یک مرغ ماهیخوار تبدیل گردید.

- آلکیپ، یکی از ملازمان و ندیمه‌های هلن، الههٔ تروا محسوب می‌شود.

- آلکیپ، دختر اوئنوماوس Oenomaus بود. او با اونوس Evenus، که پسر آرس و استروپ Sterope بود، ازدواج کرد و دختری به نام مارپسسا Marpessa برای او به دنیا آورد.